# نونوتو
نونوتو (بالبرتغالية: Gustavo Nonato Santana‏) هو لاعب كرة قدم برازيلي في مركز الدفاع، ولد في 3 مارس 1998 في ساو باولو في البرازيل. لعب مع نادي إنترناسيونال.

## وصلات خارجية
- نونوتو على موقع قاعدة بيانات كرة القدم.إي يو (الإنجليزية)
- نونوتو على موقع قاعدة بيانات كرة القدم.إي يو (الإنجليزية)
- نونوتو على موقع Soccerway.com (الإنجليزية)